# سوين فوركبيرد
سوين فوركبيرد (960 - 3 فبراير 1014) هو ملك الدنمارك والنرويج وإنجلترا ووالده هو هارالد الأول ملك الدانمارك الذي كان بداية عهده وثنياً ثم تنصر وتم تعميده هو وابنه وكان من أوائل ملوك الإسكندنافية تقبلا للمسيحية ودخولا فيها، ثم أُعطي سوين اسما مسيحياً بعد تعميده «فوركبيرد»، وأيضا هو والد كانوت العظيم ملك إنجلترا والدانمارك والنرويج وهارالد الثاني ملك الدانمارك، وجد هارولد الأول ملك إنجلترا وهارديكانوت ملك الدانمارك وإنجلترا وجونهليدا زوجة هنري الثالث إمبراطور الروماني المقدس.
حكم أولا الدانمارك عام 986 بعد أن ثأر ضد والده في منتصف الثمانينيات وعزله عن العرش تماما وتوفى والده في المنفى، شن سوين غارات على إنجلترا التي كان ملكها السكسوني إثيلريد أونريدي بين عامي (1002-1005 و1006-1007 و1009-1012) للأنتقام لـ مذبحة يوم برايس في نوفمبر 1002 كانت مجزرة للتطهير العرقي الدنماركي في إنجلترا إلى أن وصل سدة الحكم في إنجلترا بعد أن حصل على مقاومة شديدة من اللندنيون بقيادة ملكها إثيلريد أونريدي بعد أن بعث أبناءه من زوجته الثانية إيما ولاحقا زوجة الثانية لابنه كانوت إلى نورماندي عند أخوالهم ثم حارب قليلا فتراجع نحو جزيرة وايت ثم تبعهم إلى نورماندي في ليلة عيد الميلاد 1013.
أُعلن سوين ملكاً على إنجلترا وكان مقره غينزبورو، لينكونشير بدأ سوين بتنظيم مملكته الجديدة إلا أن الحظ لم يحالفه فتوفي بعد خمسة أسابيع من توليه العرش فرجعْت جثته محنطة إلى الدنمارك ليدفن بعدها في الكاتدرائية التي بناها في مدينة رسكيليه وبالتالي رجع أونريدي إلى لندن من المنفى مع أسرته في ربيع 1014 ولم يستمر طويلاً حتى توفي هو الآخر في يوليو 1014 وخلف ابنه البكر إدموند آيرونساند وكذلك لم يستمر إدموند طويلا بسبب الصراع على الحكم الذي بينه وبين ابنه كانوت العظيم ونجح أخيرا في قهر الأول والذي توفي أيضا في سنة 1016 وبذلك أصبح ابنه كانوت الحاكم بلا منازع الذي عُرف عنه بأنه من أفضل حكام إنجلترا براعة وتخطيطا، وخلفه أحفاده «هارولد» و «هارديكانوت» واستمر الحكم أسرة الدانمارك 26 سنة في إنجلترا ورجع الحكم على البيت المفقود بيت وسكس عن طريق أخوات هارديكانوت غير الأشقاء واصبح إدوارد المعترف أول حكام اسرة ما بعد الغزو وتوفي عام 1066، أما نسل سوين فبقي متنشرا إلى يومنا هذا عن طريق ابنته إستريد بعد أن أصبح ابنه ملك الدنمارك بعد وفاة أحفاده الذكور دون ورثة، وواحدة من ذريته اسمها مارغريت من الدنمارك أصبحت زوجة جيمس الثالث ملك اسكتلندا واصبح عرقه في ملوك اسكتلندا واصبح أخيراً جيمس السادس من اسكتلندا ملك إنجلترا 1603 واصبح دماؤه تجري في عروق ملوك المملكة المتحدة حاليا.